# Paranisopodus genieri
Paranisopodus genieri är en skalbaggsart som beskrevs av Monné M. L. och Monné M. A. 2007. Paranisopodus genieri ingår i släktet Paranisopodus och familjen långhorningar. Inga underarter finns listade i Catalogue of Life.